# スラッガー (雑誌)
スラッガー（Slugger）は、日本スポーツ企画出版社が発行するMLB専門誌（雑誌）である。1998年5月に創刊された。

## 内容
毎月の特集をはじめ、現役スカウト部長による企画「スカウティング・レポート」、選手のロングインタビュー、全30チームの最新情報を載せる「チーム・レポート」など、他の雑誌にない企画をふんだんに掲載している。また、大リーグの醍醐味を活かした写真も多用している。2016年より発売日を隔月に変更した。